# Alberto Cerri
Alberto Cerri (Parma, 16 de abril de 1996) é um futebolista profissional italiano que atua como atacante. Atualmente está na Salernitana.

## Carreira

### Parma FC
Alberto Cerri se profissionalizou no Parma, em 2012, no clube permaneceu até 2015.

### Cagliari
Alberto Cerri se transferiu para o Cagliari Calcio, em 2018, por empréstimo.

## Títulos

### Club
Cagliari
- Serie B: 2015–16[3]

S.P.A.L.
- Serie B: 2016–17